# Euproctis hemibathes
Euproctis hemibathes is een vlinder uit de familie spinneruilen (Erebidae), onderfamilie donsvlinders (Lymantriinae). De wetenschappelijke naam van deze soort is voor het eerst geldig gepubliceerd in 1906 door Swinhoe.
De soort komt voor in tropisch Afrika.